# Autobahnbrücke Mszana
Die Autobahnbrücke Mszana (polnisch Most autostradowy w Mszanie, während der Bauzeit als Most MA 532 bezeichnet) bei dem gleichnamigen Dorf im Powiat Wodzisławski der Woiwodschaft Schlesien in Polen führt die Autostrada A1, die Autostrada Bursztynowa (Bernstein-Autobahn), über das Flüsschen Kolejówka und zwei Fahrbahnen der Anschlussstelle Mszana.

## Autobahnbrücke
Die 402,5 m lange Extradosed-Brücke hat für jede Fahrtrichtung zwei Fahrspuren und eine Standspur sowie den Platz für eine zukünftige dritte Fahrspur. Außerdem befinden sich der Beschleunigungsstreifen der Anschlussstelle Mszana und ein Teil des Verzögerungsstreifens auf der Brücke. Ihre Breite von 38,58 m erhöht sich dadurch bereichsweise auf 48,48 m. Sie ist damit die breiteste Extradosed-Brücke der Welt.
Die im Grundriss gebogene Brücke wird von drei rechteckigen Pylonstielen getragen, die auf dem Mittelstreifen stehen und die Fahrbahn um 15,1 m überragen. Ihre Pfeilerachsabstände betragen 60 + 2×130 + 60 m. In den Kästen am Kopf der Pylonstiele sind auf jeder Seite dicht nebeneinander 8 Doppelkabel verankert. Die Pylonstiele und die Schrägkabel sind in lila Farbe gehalten. Der Fahrbahnträger besteht aus einem zweizelligen, leicht gevouteten Spannbeton-Hohlkasten, dessen Bauhöhe von 2,6 m bis auf 4,0 m an den Pfeilern zunimmt sowie einer weit auskragenden Fahrbahnplatte. Die Spannkabel der Hohlkästen sind teilweise freiliegend unter den Hohlkästen angeordnet. Die drei Stahlbetonpfeiler unter dem Fahrbahnträger sind zwischen 6,4 m und 12,4 m hoch.
Die Bauarbeiten begannen 2007. Verschiedene Auseinandersetzungen zwischen dem Bauherrn und dem Auftragnehmer und Änderungen der Bauplanung führten schließlich dazu, dass die Brücke erst im Mai 2014 von einem anderen Unternehmer fertiggestellt und ohne Zeremonie dem Verkehr übergeben wurde.

## Brücke der DW 933
Unmittelbar westlich der Autobahnbrücke wird die zweispurige DW 933 auf einer ebenfalls interessanten Stabbogenbrücke über die Autobahn geführt. Die in auffällig gelber Farbe gehaltene Brücke ist ebenfalls zweispurig, aber breit genug für eine zukünftige vierspurige Straße und hat geräumige Gehwege außerhalb der Bogenkonstruktionen. Sie ist 95 m lang und 29 m breit. Da sie die Autobahn in einem schrägen Winkel quert, bildet ihr Fahrbahnträger im Grundriss ein Parallelogramm. Die beiden stählernen Bögen sind daher leicht versetzt. Sie bestehen jeweils aus drei gebogenen Rohren, die untereinander durch dünnere Rohre zu einem Fachwerk verbunden sind. Zwei ebenfalls aus Rohren gebildete Windverbände stabilisieren die Bögen über die gesamte Breite des Fahrbahnträgers hinweg. Schräge Hänger tragen den Fahrbahnträger, der außerdem durch Unterzüge gestützt wird.